# Liste der slowenischen Beobachter und Abgeordneten zum EU-Parlament (2003–2004)
Die Liste der slowenischen Beobachter und Abgeordneten zum EU-Parlament (2003–2004) listet alle slowenischen Mitglieder des 5. Europäischen Parlamentes auf.
Nach der Ratifizierung des Beitrittsvertrags 2003 waren die Slowenien und die übrigen Beitrittsstaaten der EU-Erweiterung 2004 vom EU-Parlamentspräsidenten Pat Cox dazu eingeladene Beobachter in das Parlament zu entsenden. Die Zahl der von den einzelnen Parlamenten zu ernennenden Abgeordneten entsprach der Zahl der Mitglieder des Europäischen Parlaments, auf die das betreffende Land nach dem Beitrittsvertrag Anspruch hatte, wobei die Ernennung der Abgeordneten unter angemessener Berücksichtigung der politischen Zusammensetzung des jeweiligen Parlaments erfolgte.
Nach Inkrafttreten des Beitrittsvertrag am 1. Mai 2004 wurden die Beobachter zu Abgeordneten des Parlaments. Aufgrund des späten Zeitpunkts innerhalb der Wahlperiode des EU-Parlaments wurde die Europawahl für diese Periode nicht nachgeholt, weshalb die ersten gewählten Abgeordneten Lettlands erst in der 6. Wahlperiode in das Parlament kamen.

## Mandatsstärke der Parteien
- SPE: 1
- ELDR: 3
- EVP-ED: 3

| Nationale Partei                           | Mandate | Fraktion                                                                    |
| ------------------------------------------ | ------- | --------------------------------------------------------------------------- |
| Liberalna demokracija Slovenije (LDS)      | 3       | Fraktion der Europäischen Liberalen, Demokratischen und Reformpartei (ELDR) |
| Slovenska demokratska stranka (SDS)        | 2       | Fraktion der Europäischen Volkspartei und europäischer Demokraten (EVP-ED)  |
| Nova Slovenija-Krščansi demokrati (NSi)    | 1       | Fraktion der Europäischen Volkspartei und europäischer Demokraten (EVP-ED)  |
| Združena lista socialnih demokratov (ZLSD) | 1       | Fraktion der Sozialdemokratischen Partei Europas (SPE)                      |
| Gesamt                                     | 7       |                                                                             |

## Abgeordnete
| Bild | Name           | von            | bis           | Partei | Fraktion | Anmerkungen |
| ---- | -------------- | -------------- | ------------- | ------ | -------- | ----------- |
|      | Mihael Brejc   | 18. April 2003 | 19. Juli 2004 | SDS    | EVP-ED   |             |
|      | Ljubo Germič   | 1. April 2003  | 19. Juli 2004 | LDS    | ELDR     |             |
|      | Feri Horvat    | 18. April 2003 | 19. Juli 2004 | ZLSD   | SPE      |             |
|      | Roman Jakič    | 18. April 2003 | 19. Juli 2004 | LDS    | ELDR     |             |
|      | Lojze Peterle  | 18. April 2003 | 19. Juli 2004 | NSi    | EVP-ED   |             |
|      | Janez Podobnik | 18. April 2003 | 19. Juli 2004 | SDS    | EVP-ED   |             |
|      | Majda Širca    | 1. Mai 2004    | 19. Juli 2004 | LDS    | ELDR     |             |